# Amélie Hamaïde
Amélie Hamaïde est une pédagogue qui est née à Liège le 8 février 1888 et décédée le 25 novembre 1970 à Bruxelles. Elle a fondé l'école Hamaïde, après avoir collaboré avec le docteur Ovide Decroly et elle a continué à appliquer les innovations pédagogiques de l'école Decroly.

## Biographie
Amélie Hamaïde a suivi ses cours à l'école moyenne pour filles dirigée par Lilla Monod à Malines où sa famille s'est installée. Elle a ensuite effectué un régendat scientifique à l'école normale fondée à Bruxelles par Isabelle Gatti. A 21 ans, elle est partie vivre en France et est devenue préceptrice dans la famille Houzeau de Lehaie. Après ses études de régente, elle a rencontré Ovide Decroly et est fascinée par ses expériences pédagogiques. En 1912, avec lui, elle a appris ses nouvelles méthodes pédagogique dans la petite école qu'il a créée en 1907, située rue de l'Ermitage à Ixelles.
En 1916, elle a commencé à travailler comme institutrice aux Cours d'Education C, dirigé par Lilly Carter. Cette école lui a permis d'appliquer la pédagogie de l'école Decroly. Grâce à son influence, de nombreux essais sont menés dans les écoles de la ville de Bruxelles et de la commune d'Anderlecht. Elle a décroché également un certificat d'aptitude à l'enseignement spécial pour les enfants anormaux et arriérés en 1916, et un autre diplôme d'orthophoniste en août 1917. Elle a enseigné la pédagogie et la psychologie à l’École centrale de service social, puis en 1933, elle a changé pour enseigner à l’École ouvrière supérieure, après avoir suivi les cours de l’École de pédagogie de l'ULB.
En septembre 1924, elle est devenue la directrice de l'école Decroly. L'établissement a alors progressé considérablement, en offrant un cycle complet d'humanités dès 1930, et avec les diplômes de la section scientifique qui ont été homologués à partir de 1933. Ovide Decroly est décédé le 12 décembre 1932 et Amélie Hamaïde est devenue son héritière intellectuelle. Elle a repris une grande partie de ses fonctions, comme la présidence de la section belge de la Ligue internationale pour l'éducation nouvelle . À la suite de tensions entre les anciens disciples du docteur Decroly, Amélie a démissionné, en 1934, de la direction de l'école Decroly pour fonder sa propre école, qui a rapidement rencontré un grand succès.
Le ministère de l'Instruction publique a considéré les deux écoles Hamaïdes comme des établissements pilotes.
Amélie Hamaïde y a travaillé jusqu'à l'âge de 81 ans. Elle n'a jamais cessé de faire connaître les méthodes pédagogique de l'école Decroly. Elle a donné de nombreuses conférences en Belgique et à l'étranger, et a approfondi ses connaissances par des voyages d'études en Hollande et en Suisse. En 1921, elle a participé au congrès fondateur de la Ligue internationale d'éducation nouvelle à Calais. Elle était la secrétaire de la section belge, née en 1929 et dont le président était Ovide Decroly. Elle s'est également rendue à de nombreux congrès à l'étranger.
Elle a écrit dans des revues pédagogiques, notamment, Pour l'ère nouvelle et Vers l'école active. Elle a également écrit La méthode Decroly, un ouvrage publié en 1922 et immédiatement reconnu comme une référence, à la fois en Belgique et à l'étranger, car il offre des instructions pratiques. Avec Ovide Decrolly, elle a écrit un ouvrage, paru en 1932, sur Le calcul et la mesure au premier degré de l'école Decroly. Elle a participé à l'écriture du livre d'hommage en l'honneur du docteur Decroly et au numéro spécial de la revue Pour l'ère nouvelle (n°91 de septembre-octobre 1933). Enfin, elle a écrit une brochure sur Les beaux-arts à l'école nouvelle, qui a été édité en 1940. Elle a présidé en 1955 la nouvelle ASBL Education nouvelle et cinéma qui a distribué le film de Luc Haesaerts Enfants, heureux enfants ou école pour la vie par la vie, dont elle a elle-même rédigé le scénario.
Amélie Hamaïde a été reconnue officier de l'Ordre de Léopold, chevalier de l'Ordre de la Couronne et de l'Ordre de Léopold II et Croix civique de première classe.
La pédagogue belge Amélie Hamaïde a eu un parcours qui caractérise le mouvement d'émancipation professionnelle des femmes grâce à l'accès à l'enseignement secondaire et supérieur. En effet, plusieurs autres femmes pédagogues belges sont restées dans l'ombre du docteur Ovide Decroly, fondateur de la pédagogie Decroly. Il est important de souligner que cette pédagogie Decroly doit beaucoup à Amélie Hamaïde.